# Gustaf Emanuel af Geijerstam
Gustaf Emanuel (Gösta) af Geijerstam född 25 mars 1800 på Frösvidals herrgård i Kils socken, Närke, död 28 februari 1877 i Örebro, var en svensk jurist och brukspatron.
Han var son till Carl Gustaf af Geijerstam och Christina von Hofsten samt från 1823 gift med Eva Johanna Selling (1802-1882) som var dotter till jägmästaren Martin Erik Selling. Paret fick fyra barn.
Han blev student vid Uppsala universitet och avlade en examen till rättegångsverken 1818. Han blev extra ordinarie kanslist i justitierevisionen 1818 och fick avsked därifrån. Som brukspatron drev han Frösvidals bruk från 1838 till 1868 då han sålde det till Selim Heijkenskjöld. Han blev riddare av Nordstjärneorden 1861 och ledamot av Lantbruksakademien 1863. 